# Volić Veli (Palagruško otočje)
Volić Veli je hrid u Jadranskom moru, na hrvatskom dijelu Jadrana. Nalazi se oko 130 metara zapadno od otoka Vele Palagruže. 
Površina hridi iznosi 260 m2, a hrid se iz mora uzdiže 10 m.